# 投球王国ガシャーンおかわり
『投球王国ガシャーンおかわり!』はコナミデジタルエンタテインメントのアーケードゲームのシリーズ名である。
投球王国ガシャーンシリーズの続編にあたる。
e-AMUSEMENT対応。但し、e-AMUSEMENT PASSには対応していない。

## 概要
前作のガシャーンのシステムはそのままに、新コース、新ゲームの登場、難易度の緩和などが図られた。

## 登場人物

### 前作から継続
ホワイティ・B・金田
ミッシェル
エレーナ
トビー
ケロヴィッチ

### 今作から登場
キャメロン
女子高生パンダ。対戦において左側プレイヤー（ミッシェル、エレーナ側）の応援キャラクター。エレーナとは味方なのだが女の戦いを繰り広げている。誕生日は3月3日でカナダ出身。
トマソ
おっさんコアラ。関西弁。対戦において右側プレイヤー（トビー、ケロヴィッチ側）の応援キャラクターなのだが応援する気がまったく見られない。誕生日は4月1日でオーストラリア出身。

## モード

### わいわい
- 5ステージの中からランダムに選ばれた4ステージとファイナルを含めた5ステージを攻略していく。（e-AMUSEMENT対応で旬ゲームがわいわいモード対応の期間の場合、旬ゲームを含め6ステージを攻略する。）
- 前作と同じく成績によってコインを獲得し、全ステージの総獲得コイン数で優劣を決める。
- 各ステージにはノルマが設定されており、一回でもノルマを達成できなかった場合ゲームオーバーとなる。（前作と同じ。）
- 今回から個人戦ゲームと団体戦ゲームが登場した。個人戦は前作と同じく個人で成績を競う。団体戦は全員で協力してノルマクリアを目指す。ノルマクリアで全員次のステージに進めるが、ノルマ失敗で全員ゲームオーバーとなる。
- また、全ステージクリアした場合、前作ではランキングモードでしか見られなかった投球偏差値も出されるようになった。

獲得コイン
個人戦
神スコア（筺体に入っている1位を更新。ただし、前の人が達成しても記録は塗り替えられない）40枚
1位 20枚
2位 15枚
3位 10枚
4位 5枚
失敗　0枚
団体戦
クリア 全員に20枚
失敗 0枚
ボーナスチャンス
成功 5枚（早い者勝ちの場合、一番早かった人にプレー人数×5枚）
失敗 0枚

### 対戦
- 左側プレイヤー（ミッシェル、エレーナ側）VS右側プレイヤー（トビー、ケロヴィッチ側）に分かれての対戦。
- 全3ステージを戦い、獲得コイン枚数の多いチームの勝利。
- 最初の2ステージは2つのステージが提示され、挑戦したいほうのステージを選択する。ファイナルステージは固定。
  - 旬ゲーム対応期間の場合、第1ステージで旬ゲームを選ぶことが出来る。
- 前作とは違い、一人でもプレー可能。なお、足りないプレイヤーはCOMが自動的に投げてくれる。

獲得コイン
勝利チーム 50枚
負けチーム 0枚
引き分け 双方に25枚
ボーナスチャンス
一番早く当てたチームに20枚

## ステージ

### わいわいモード
- 守れ!風船!がんバル～ン!!（個人戦）

前作の「食われるな!恐竜達の午後!」のリメイク版。下から来るカラスやロケット、悪魔の格好をしたホワイティに風船を割られないようボールを投げて撃退する。
一定時間10個の風船の内、一つでも守りきれたらクリア。すべて割れたら失敗。
ルールはほぼ変わらないが、風船にボールを当てても割れてしまうため前作より難易度は上昇している。
また、いつプレーするかによって難易度が変わり、ゲーム後半の場合絶え間なく攻撃してくるため難易度が上がる。（後半ステージほど難易度があがるのは全ゲーム共通。）
このゲームの1位の記録は9個（ノーミスで新記録）である、
- ノッてる?!ライブ観客争奪戦!!（個人戦）

前作の「比例代表!?議席争ダーツ戦!」のリメイク版。自分の的にボールを投げ当たった人数分ファンが増加。ただし、自分のキャラに当ててしまうとタイムロス。制限時間内にノルマ以上ファンを獲得すればクリア。
前作のようなホワイティの妨害もないことや、一番稼げる3人の的が時間によって大きくなるため（最大時で的すべて3人）前作より難易度は緩和されている。
- ☆に願いを（団体戦）

下からスクロールしてくる星座群にボールを当てて輝かせていく。小さい星座は一発でカウントされるが、大きい星座は何発か当てなければならないもののその分得点も大きい。また、画面中に流れる流れ星に当ててもカウントされる。
制限時間内（ゲーム中では夜明けまでの時間として表記）に一定数の星座を輝かせることができればクリア。
ちなみにこのゲームの1位の記録は実際の星座数にちなみ108星座となっている。
- ガシャーン流 世界を釣る!!（団体戦）

横から泳いでくる魚たちにボールを当てて捕獲していく。魚には種類ごとに金額と捕獲まで必要な当てる数が決まっており、高額な魚ほど当てる回数が多くなる。
最後に登場する金のシャチホコを捕獲するか逃がしてしまったら終了。獲得金額が一定以上でクリア。
魚の値段（かっこ内は捕獲するのに必要な回数）
イワシ 1万円（1回）
タコ 2万円（2回）
イセエビ 3万円（1回）
ヒラメ 4万円（1回）
タイ 5万円（1回）
サンゴ 10万円（2回）
マグロ 50万円（2回）
タイヤキ 50万円（2回）
カジキマグロ 100万円（5回）
シャチホコ 1発10万円 捕獲成功で500万円（難易度によって必要回数は変動）
- 宝石発掘! 億万長者になり隊!!（団体戦）

エレベーターに乗って移動しながら光っている岩の割れ目にボールを当てて宝石を採掘する。コウモリの巣や水漏れ部分に当てるとタイムロス。
エレベーターの終点では一定回数ボールを当てて岩壁を崩し、中にある高得点のダイヤや金塊を制限時間まで捕ることができる。
制限時間内に獲得金額がノルマを越せばクリア。
宝石の値段
水晶 1億円
ゴールド 2億円（終点のみ出現）
アメジスト 3億円
エメラルド 5億円
サファイア 8億円
ルビー 10億円
ダイヤモンド 30億円（終点に出現。途中にもわずかながら隠されておる）
- UFO襲来!戦え防衛軍!!（基本は個人戦、ボス戦のみ個人・団体混合）（ファイナルステージ）

前作ファイナルステージ「地球を守れ！」のリメイク版。
前半は自分の人工衛星を破壊されないように攻撃してくるUFOにボールを当ててUFOを破壊する。
一定時間攻撃を耐えると超超巨大なUFOの母艦との対決。UFOの本体にボールを当てて破壊する。ただしその間もUFOの攻撃がある。
それぞれの人工衛星にはHPが100あり、一度の攻撃で20減少。HPが0（5回攻撃される）になると破壊されゲームオーバー。
HPを残し、母艦を撃破すればクリア。エンディング。全員の人工衛星が破壊されるか、母艦に攻撃されたらゲームオーバー。
前作と比べ、4回まで攻撃に耐えられること。UFOのコアに連続して当てるとクリティカルとしてノルマの減りが速くなることから難易度は下がった。
順位は母艦撃破時の残HPで決まる。1位の記録はがんバル～ンと同じくノーミスに配慮しHP80となっている。

### 対戦モード
- ☆に願いを

わいわいモードと基本ルールは同じ。ただし真ん中の天の川で左右に区切られている。自分チームの星座に投げなければ得点にならない。
制限時間内に輝かせた星座数の多いチームの勝利。
- 復活!フランケン!

それぞれのチームの的にボールを投げ入れパワーをためる。時間内に貯めたパワー（的に当てたボール数）が多いチームの勝利。
- 絶体絶命！爆弾クライシス!

相手チームキャラによって点火させられる爆弾と導火線をボールを投げて消火する。時にはダイナマイトが投げられることも。
先にすべての導火線を消すか、相手チームの爆弾が爆発したほうのチームの勝利。
- 誕生?!投球界のエース!

動くキャッチャーミットにボールを投げ入れる。ミットに収まるとストライクとなり得点。外すと打たれてタイムロス。
2人目は外すと一定時間ミットの動きが止まり得点稼ぎのチャンスとなる。
時間内にとったストライクの多いチームの勝利。
- 大乱闘!!ガシャーンコンバット!!（ファイナルステージ）

このステージのみ相手のテリトリーにボールを投げる。
中央の国境に達する前に相手チームのキャラにボールを当てて倒していく。
ときどきキャラが持っている手榴弾を当てないと自陣に投げられ相手チームに得点が加算されてしまう。
また、途中からは戦車が登場し、相手チームに砲撃を開始し得点を増やす。阻止するには戦車に何発か当てて倒す必要がある。
制限時間（ゲーム内では終戦までの時間と表記）までに倒した敵兵の多いチームの勝利。

### 旬ステージ
2か月限定で配信されるステージ。e-AMUSEMENT対応の店舗でのみプレー可能。
- 食べ過ぎ注意!はばたけひよこ❤（4,5月配信、個人戦）

自分のキャラクターの口にボールを投げ入れエサを与える。一定時間で飲み込み得点がカウントされる。ただし、飲み込む前にお腹に当てるとミスとなり貯めていたエサを吐き出してしまう。また、あまりにも入れすぎた場合は喉を詰まらせてしまうのでおなかにボールを当てて回復させる。また、入れれば入れるほど当てる面積が広くなる。
時間内にエサをノルマ以上与えることができればクリア。
- SILENT HILL THE ガシャーン!!（6,7月配信、基本は個人戦、後半のみ団体戦）

前作の清めろ悪霊!浄化ダマのリメイク。
コナミのアーケードゲームサイレントヒル・アーケードとのコラボステージ。
前半戦は個人戦。画面奥から襲いかかってくるナースやクリーバーをボールを当てて倒していく。攻撃されるとプレイヤーのHPが減少する。
後半戦は団体戦。1stステージ中盤戦をモチーフとした場所でレッドピラミッドシングから逃げつつ攻撃を加えていく。もちろん三角の頭にボールをぶつけてもノーダメージ。また、ゲーム中と同じくクリーバーも襲ってくる。制限時間内（出口までの残り距離として表示。1秒につき1m）にボスのHPを0にすればクリア。時間内に倒せないと攻撃され大幅にHPを削られるがそれでも生き残ることができてもクリアとなる。
残HPの高い人から上位となる。100ポイントあるHPが途中で尽きるかレッドピラミッドシングに襲われHPが尽きた場合はゲームオーバー。
1位の記録は他のライフ制ゲームと同じくノーミスを考慮してHP99である。
- 障子にメアリー?!（8.9月配信、対戦）

障子の向こうに謎の美女「メアリー」がいるので光っているシルエットめがけボールを投げる。シルエットが映っている障子を全て破れば1メアリー獲得。
途中からは同じようにホワイティが登場する。メアリーより先にホワイティの障子を全て破ってしまうとミス。
制限時間内に見ることが出来たメアリーの多いチームの勝利。
- 運動会!たまころわり競争!!（10,11月配信、対戦）

それぞれのチームの大玉にボールを当てて大玉を進めさせる。連続して真ん中に当てると早く進むが、大玉のふちに当ててしまうとバウンドして当てづらくなってしまう。
学校に到着したらラストにくす玉にボールを5回当てて割る。先にくす玉を割ったチームの勝利。
- 鳴らせ!除夜の鐘!!（12,1月配信、団体戦）

お寺の鐘にボールを当てて鐘を鳴らす。一度ボールを当てると鐘がスイングし、鐘の中にボールを当てると反射の影響で多く鳴らすことが出来る。
制限時間（ゲーム内では夜明けまでの時間と表記）内に108発鳴らすことが出来ればクリア。ただし、109発以上鳴らしてしまうと鐘が壊れてしまう。この場合、クリアにはなるものの、コインを獲得することはできない。（ボーナスチャンスに成功すれば5枚は加算される。）
無分別に投げると鐘を壊してしまう可能性があり、逆に慎重になりすぎると間に合わない可能性があるため、両方のバランスをうまくとることが出来るかどうかがカギ。特に2人以上の場合は統率をとることが出来るかが重要である。
- 超執投!ウイルスバスターズ!!（2,3月配信、対戦）

移動している顕微鏡を覗くと中にウイルスが生息しているのでボールを投げて撃退する。大きいウイルスの核に当てると相手チームに飛散し妨害することが出来る。ウイルスを倒すたびに元気度が上昇。制限時間内でより高く元気度を上げたチームの勝利。